# Strigoi
Strigoi (abgeleitet vom lat.: striga) sind in der rumänischen, einst Siebenbürger Folklore vorkommende Vampirwesen.
Dem Kriminalbiologen Mark Benecke zufolge sei „Strigoi“ ein Zustand, den es in manchen Menschen schon gebe, aber dessen sich diese Personen nicht bewusst seien. Die Strigoi verhielten sich ihr ganzes Leben über wie normale Menschen, mit Ausnahme der Nacht zum Feiertag des Heiligen Andreas (30. November nach dem julianischen Kalender), der in Rumänien auch als der Herr der Wölfe bezeichnet wird. Dann ständen sie um Mitternacht auf, verließen das Haus und träfen sich an Straßenkreuzungen mit anderen Strigoi. Hier bekämpften sie sich, bis sie zum Sonnenaufgang aus ihrem Zustand „erwachten“. An die Ereignisse der vorherigen Nacht könnten sie sich jedoch nicht erinnern.
Die Waffe, mit der sich die Strigoi bekämpften, werde auf Rumänisch „melițoi“ genannt, ein Haushaltsgerät, das in alten Häusern auf dem Land zu finden sei. Damit sich die Strigoi diese nicht nehmen und entsprechend verletzen könnten, versteckten die Bauern das „melițoi“ am Abend vor dem Feiertag des Heiligen Andreas.

## Unterschiede zu anderen Vampiren
Vampire wurden in den Gebieten Transsilvaniens, der Walachei und Moldau üblicherweise strigoi genannt und sind, im Gegensatz zu serbischen und griechischen Vampiren (Upir bzw. Vrykolakas), ausschließlich menschliche und nicht dämonische Seelen, die von den Toten zurückgekehrt sind. Im Albanischen wird eine Hexe als shtriga/shtrigë bezeichnet, im Italienischen als strega.

## Unlebensphasen
Ein weiterer Unterschied zu den Upiri und Vrykolakes ist, dass strigoi durch zwei verschiedene Stadien zurückkehren in die Welt der Lebenden.
Zu Beginn treiben die Seelen als unsichtbarer Poltergeist ihr Unwesen und belästigen ihre hinterbliebenen Familienmitglieder durch das Entwenden von Essen und das Verrücken von Möbeln.
Nach einer Weile wird die Seele sichtbar und sieht aus wie die Person zu Lebzeiten. Wiederum kehrt die untote Seele zu ihrer verbliebenen Familie zurück, bettelt um Essen, stiehlt Vieh und bringt Krankheiten. Nun ernähren sich strigoi auch von Menschen, zuerst von ihrer Familie und anschließend von allen anderen Lebenden, die ihren Weg kreuzen. Manche Quellen sprechen davon, dass strigoi das Blut ihrer Opfer direkt aus dem Herzen saugen.
In beiden Phasen der Rückkehr des strigoi müssen diese untoten Wesen regelmäßig zu ihrem Grab zurückkehren, wie ein Upir auch. Die rumänische Folklore spricht davon, dass mutmaßliche Strigoi exhumiert und verbrannt, gepfählt oder zerteilt wurden. Im Gegensatz zu den Upir verfällt jedoch diese Bindung an ihr Grab bei den Strigoi nach sieben Jahren des Wandelns auf Erden, so dass sie in andere, weit entfernte Dörfer und Städte ziehen und dort ein neues Leben beginnen und so tun, als wären sie normale Sterbliche, die sich jedoch wöchentlich in geheimen Treffen sammeln.

## Strigoi morți und strigoi vii
Zusätzlich zu den strigoi morți, den Untoten, gibt es auch die lebenden Vampire, strigoi vii, zu fürchten. Strigoi vii sind zu Lebzeiten verfluchte Menschen, die nach ihrem Tod zu strigoi werden müssen. Dies geschieht durch Abstammung von einem strigoi mort oder, seltener, durch schwere begangene Sünden der Mutter.
Als Zeichen für einen solchen Fluch werden anatomische Abweichungen gedeutet, wie etwa schwanzähnliche Rückgratfortsätze oder am Kopf angewachsene Teile der Fruchtblase (Glückshaube), die aussehen wie Beulen, und im Volksmund caul genannt werden.

## Strigoi aus geschichtswissenschaftlicher Perspektive
In einem Abendvortrag an der Evangelischen Akademie Siebenbürgen in Hermannstadt 2015 widmete sich der Pressereferent der EAS und Masterand an der Lucian-Blaga-Universität Manuel Stübecke dem Phänomen der Vampire aus geschichtswissenschaftlicher Perspektive. Nach seiner Darstellung gibt es in Rumänien unter anderem einen volkstümlichen Glauben an Strigoi. Dieser war (und sei zum Teil immer noch) verbreitet. Tote, die als Vampire galten, wurden exhumiert, um ihnen einen Pfahl durch das Herz zu schlagen. Da sich die Beteiligten dabei oft mit Krankheiten ansteckten und starben, versuchte Kaiserin Maria Theresia 1755 mit der Verordnung Nr. 385, bekannt als „Vampirerlass“ unter dem Titel „Der Aberglauben ist abzustellen“ diese Praxis zu beenden. Das Exhumieren von Toten ohne „Hinzuziehung eines vernünftigen Arztes“ wurde nun unter Strafe gestellt. Stübecke führte weiter aus, dass die Faszination für Vampire trotz dieses Erlasses im Verborgenen weiterlebte.

## Strigoi in der Kunst
- Im Videospiel Ace Combat 6 trägt ein Geschwader den Namen Strigon. Der Geschwaderführer Ilja Pasternak fliegt ein fiktives Flugzeug mit der Bezeichnung CFA-44 Nosferatu
- Im in Rumänien spielenden Vampirfilm Strigoi werden die Vampire Strigoi genannt.
- Im Film "The Invitation" (2022) outet sich die männliche Hauptfigur, der Hausherr Walter De Ville, als Strigoi.
- Die Strigoi und Vampire genannten Wesen im Buch Die Saat und in der Fernsehserie The Strain basieren sehr frei auf den Legenden um die Strigoi und den Aswang.
- Auf dem Album Blessed & Possessed (2015) der deutschen Power-Metal-Band Powerwolf befindet sich der Song Armata Strigoi (rumänisch für „Armee der Strigoi“).[2]
- In dem Buch Vampire Academy von Richelle Mead werden Strigoi als eine grausame und herzlose Art eines Vampirs beschrieben.
- In dem Dark-Fantasy-Roman Die schwarze Königin I & II von Markus Heitz bekämpfen unter anderem Vlad Dracul und Barbara von Cilli gegen Strigoi.

## Strigoi-Glaube im heutigen Rumänien
Der Aberglaube über die Strigoi, der jedem Kind am Land oder in der Stadt in Rumänien von Großmüttern und Müttern erzählt werde, sei noch heute verbreitet. Im Jahr 2005 hätten Bewohner des Dorfes Marotinu de Sus im Südwesten Rumäniens einen angeblichen Strigoi aus seinem Grab geholt, das Herz aus dem Leichnam geschnitten, es verbrannt, die Asche in Wasser aufgelöst und die Lösung getrunken. Die Verantwortlichen wurden wegen Störung der Totenruhe zu Freiheitsstrafen und 30 Millionen Lei Schadensersatz verurteilt.